# Heidseewerk
Das Heidseewerk ist ein Hochdruck-Laufwasserkraftwerk auf dem Gebiet der Schweizer Gemeinde Vaz/Obervaz, das den Heidsee als Monatsspeicher benutzt.
Die Zentrale des Kraftwerks befindet sich in Solis und gibt das Wasser in den Zulaufstollen des Albulawerks ab, der zur Zentrale Sils im Domleschg führt, wo das Wasser nochmals verarbeitet wird. Das Kraftwerk gehört zu den Kraftwerken Mittelbünden, die im Besitz des Elektrizitätswerk der Stadt Zürich (EWZ) sind.

## Geschichte
Die Stadt Zürich nahm 1909 das Albulawerk in Betrieb, das Wasser von der bei Nisellas⊙ gestauten Albula entnahm und in der Zentrale bei Sils im Domleschg⊙ turbinierte. Die Energie wurde über eine 140 km lange Hochspannungsleitung nach Zürich übertragen.
In den Wintermonaten ging die Leistung der Anlage wegen Wassermangels von 16,1 MW auf 6 MW zurück, was für die Energieversorgung der Stadt nicht reichte, zumal der Energiebedarf im Winter grösser war als im Sommer. Nachdem das Dieselkraftwerk beim Bucheggplatz bei einer Volksabstimmung der Stadt Zürich abgelehnt worden war, musste die fehlende Energie anderweitig beschafft werden. Das im Juni 1916 vorgestellte Projekt für das zusätzliche Wasserkraftwerk Heidseewerk wurde im Mai 1917 vom Stimmvolk angenommen, sodass mit dem Bau umgehend begonnen werden konnte. Obwohl es schwierig war, in der Zeit während und nach dem Ersten Weltkrieg genügend Arbeiter für den Kraftwerksbau zu finden, konnte die Anlage auf den 31. Dezember 1919 fertiggestellt werden und die Energielieferung im Januar 1920 aufgenommen werden. Die Baukosten betrugen 8,3 Mio. SFr., was 2020 einem Geldwert von 386 Mio. SFr. entsprach.

## Anlage

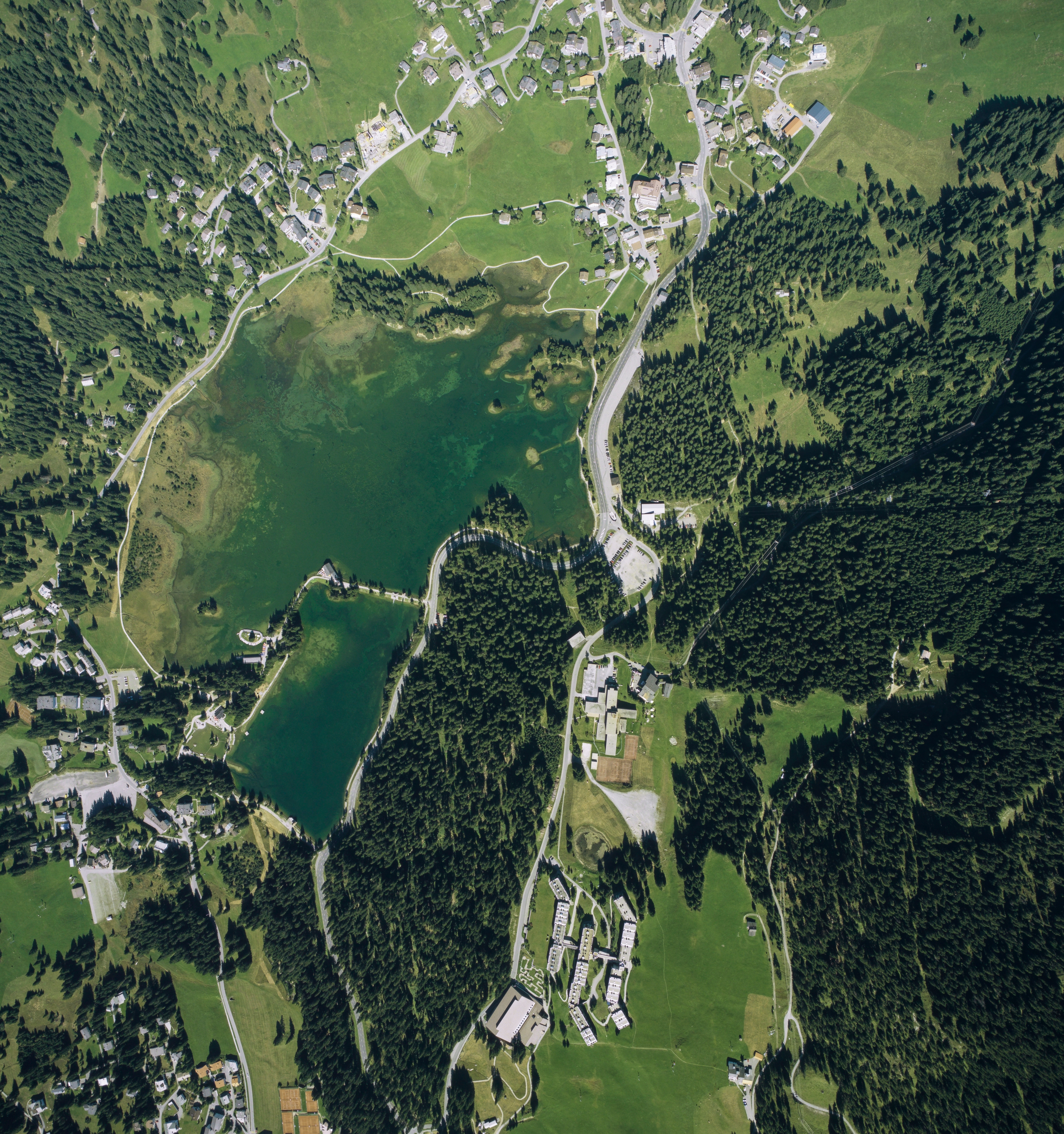
Heidsee

Der Energiespeicher des Kraftwerkes ist der Heidsee. Der bereits vorhandene Damm wurde um 1,7 m erhöht und südlich davon ein zweites kleineres Staubecken, der kleine Heidsee erstellt.
Von diesem Becken fliesst das Wasser im belassenen Bachbett des Heidbachs bis zur ca. 1,8 km entfernten Wasserfassung. Von dort führt ein 1,9 km langer geschlossener Betonkanal und daran anschliessend ein 2,3 km langer Stollen zum Wasserschloss.
Die Druckleitung ist 1,8 km lang und führt in das Maschinenhaus in Solis, wo es ursprünglich von zwei Pelton-Turbinen zu 6500 PS verarbeitet wurde. Die Turbinen wurden von Escher Wyss AG geliefert, die Generatoren von der Maschinenfabrik Oerlikon (MFO), die Transformatoren von Brown, Boveri & Cie. (BBC). Im Jahr 1953 wurden die beiden Turbinen durch eine einzige ersetzt, die eine Leistung von 7,3 MW hat.
Die Energie wurde über ein 6,3 km langes 12 kV-Kabel nach Sils im Domleschg übertragen.
Die Anlage konnte von Beginn an aus Sils ferngesteuert werden.

## Anlagenschema

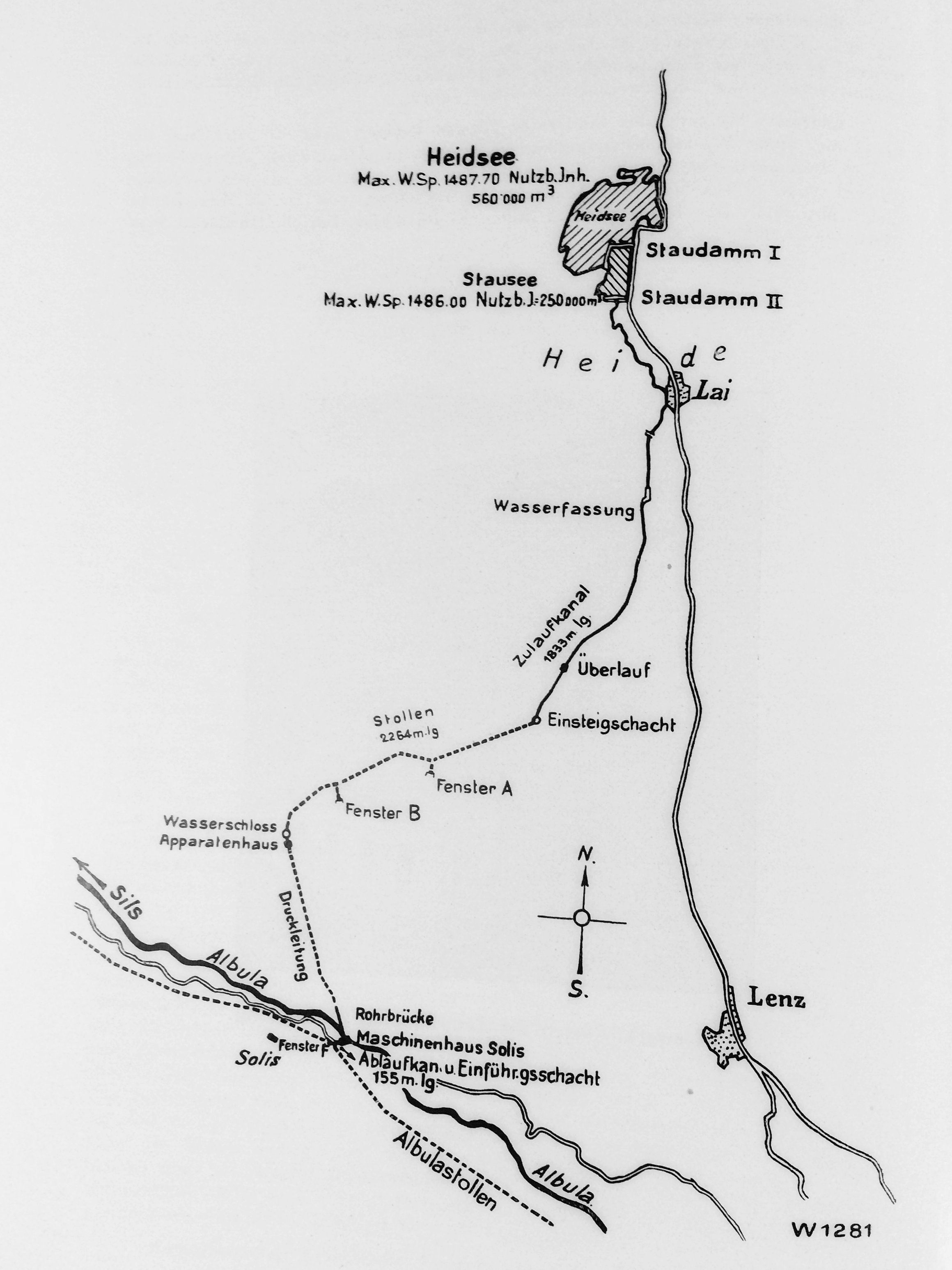
Übersicht der Gesamtanlage
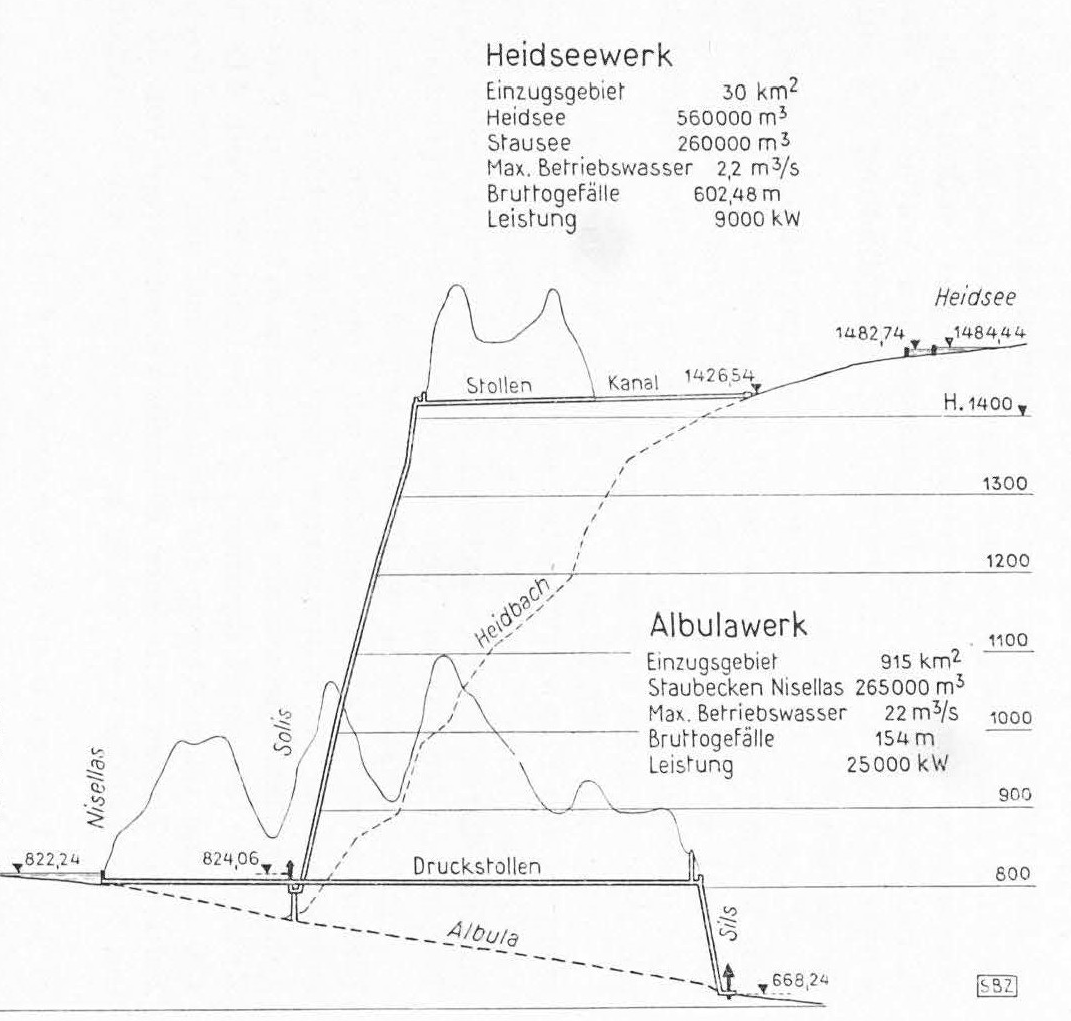
Längeprofil